# Море Ведделла

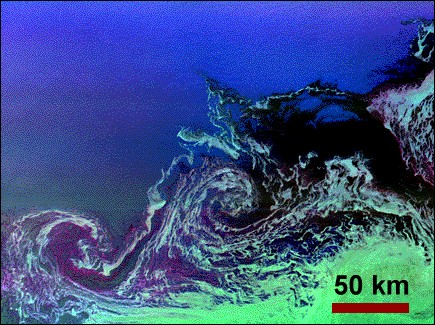
Світлина з супутника

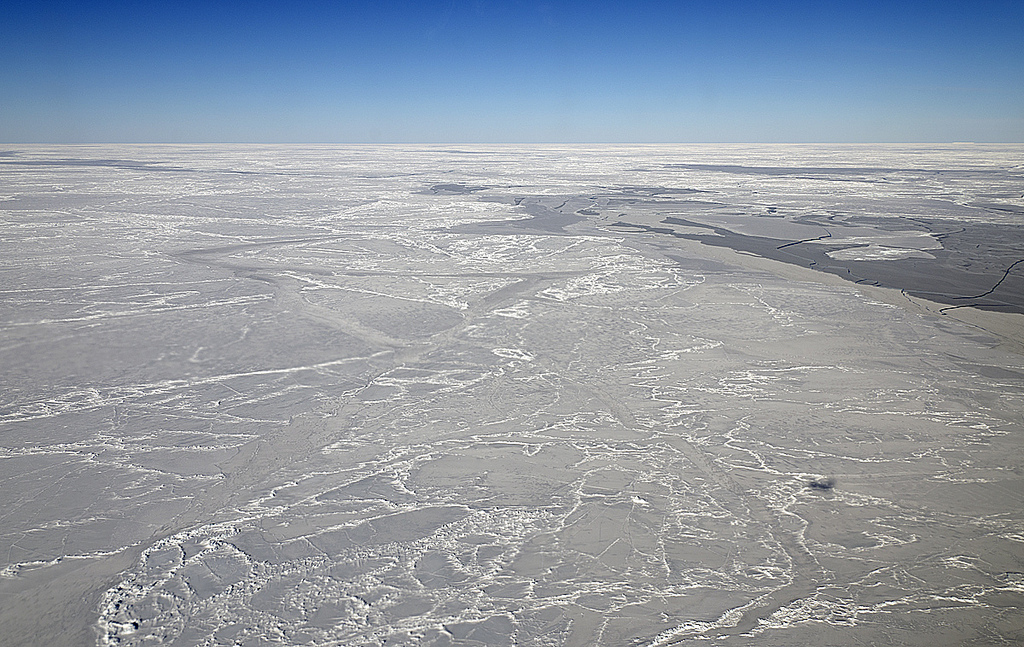
Морська крига в морі Ведделла

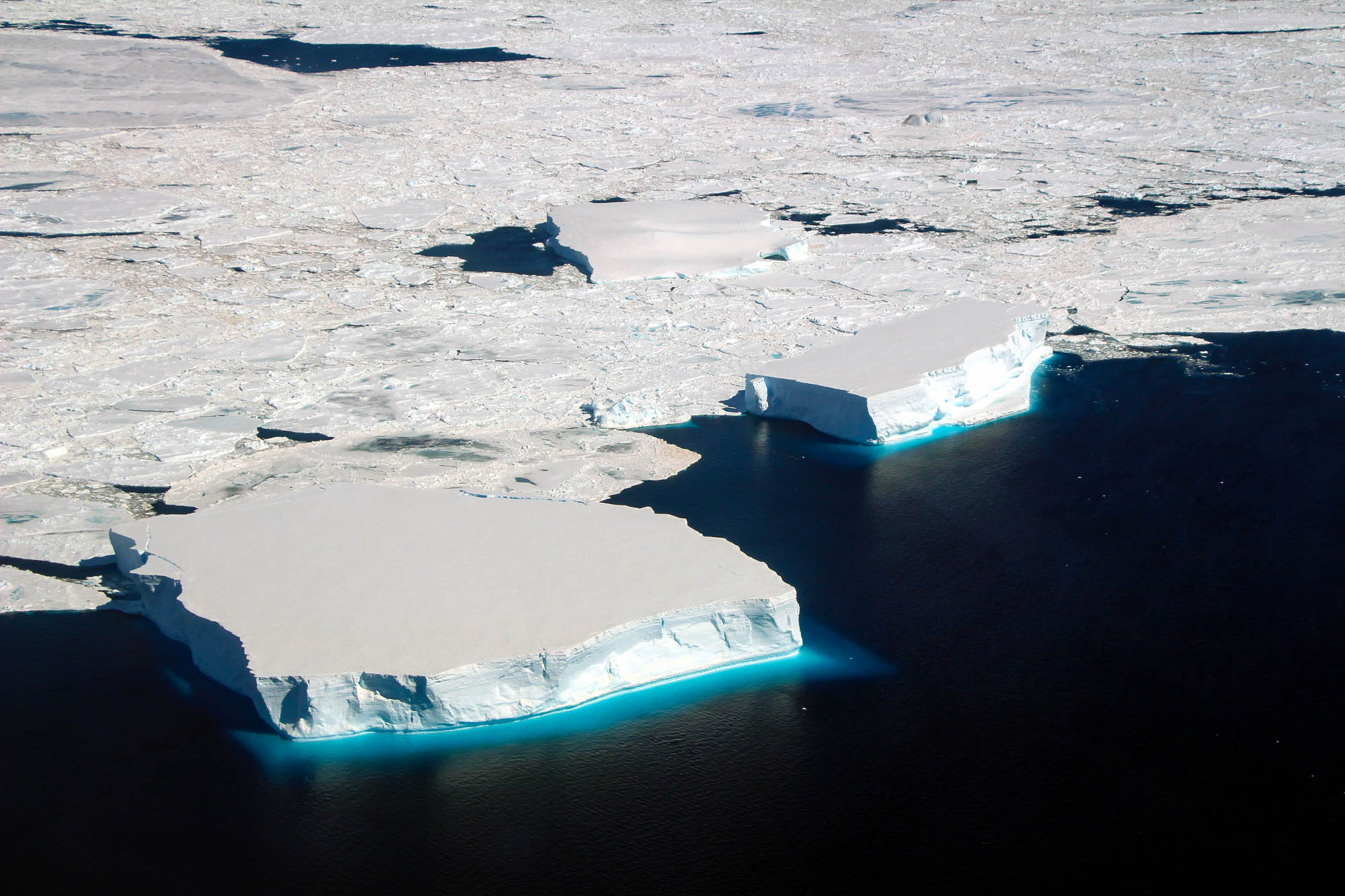

Море Ведделла (до 1900 року море Георга IV, англ. Weddell Sea) — окраїнне море біля берегів Антарктиди, частина атлантичного сектора Південного океану. Врізається до 2 тисяч км між Західної і Східною Антарктидою; 2,9 млн км², (бл. 570 тис. км² — під шельфовими льодовиками: Ронне, Фільхнера, Ларсена); найбільша глибина 6 820 м; наукова станція Бельграно II (Аргентина). Водяться кити та тюлені.
Межі акваторії визначаються бухтою, розташованою між узбережжям Землі Котса і Антарктичного півострова. Найсхіднішою точкою є мис Норвегія на узбережжі принцеси Марти, земля королеви Мод. На схід від мису Норвегія знаходиться море Короля Гокона VII. Більша частина південної частини моря покрита шельфовим льодовиком Фільхнера.
Акваторія моря є зоною суперечки між Аргентинською Антарктидою, Британською Антарктичною Територією та частково Чилійською Антарктидою, площа акваторії становить близько 2,8 мільйонів км².
За назвою моря названо мінерал уеделіт.

## Історія
23 лютого 1820 британський бриг «Вільямс» спробував пробитися в море, але був зупинений кригою біля північно-східного узбережжя Землі Ґреяма. У тому ж році пакова крига зупинила російський шлюп «Восток» південніше Південних Сандвічевих островів.
Море відкрив британський капітан Джеймс Ведделл у 1823 р. Отто Норденшельд, керівник шведської антарктичної експедиції 1901—1904 років, провів зиму на Сноу-Хілл з командою з чотирьох чоловік, коли судно було затиснуте кригою і в підсумку було розчавлене. Екіпажу вдалося дістатися до острова Паулет, де вони зимували в примітивній хатині. Норденшельд і його експедиція були врятовані військово-морським флотом Аргентини в затоці Хоуп.

## Клімат
Прилегла до узбережжя Антарктиди акваторія моря лежить в антарктичному кліматичному поясі, відкриті північні частини моря — в субантарктичному, північно-західна частина поблизу Антарктичного півострова — в помірному кліматичному поясі. Над південною акваторією моря цілий рік переважає полярна повітряна маса. Сильні катабатичні вітри. Льодовий покрив цілорічний. Низькі температури повітря цілий рік. Атмосферних опадів випадає недостатньо. Літо холодне, зима порівняно м'яка. Над північною відкритою частиною моря взимку дмуть вітри з континенту, що висушують і заморожують усе навкруги; влітку морські прохолодні західні вітри розганяють морську кригу, погіршують погоду. Поблизу узбережжя Антарктичного півострова панують помірні повітряні маси, переважають західні вітри. Значні сезонні коливання температури повітря. Зволоження достатнє, циклонічна діяльність, погода мінлива, часті шторми. Відносно тепла зима з нестійкою погодою і сильними західними вітрами. Прохолодне літо з більш спокійною погодою, ніж взимку.

## Геологія
Як і інші сусідні частини Антарктиди, море Ведделла має загальну геологічну історію з півднем Південної Америки. У південній Патагонії на початку Андського орогенезу, юрський період, було створено Басейн Рокас-Вердес, задуговий басейн, що зазнав південно-східне розширення, що утворило море Ведделла. У пізній крейді змінився тектонічний режим басейну Рокас-Вердес, що призвело до його перетворення у крайовий прогин — Магаллановий басейн — у кайнозої. Проте, частина моря басейна Ведделла уникнула компресійної тектоніки і залишилася океанічним басейном

## Океанографія
У циркуляції у західній частині моря Ведделла переважає течія на північ. Ця течія на північ є західною частиною головним чином вітрового, циклонічного обертання, що має назву вир Ведделла. Ця течія виводить води з моря Ведделла, головної ділянки модифікації океанської води з глибинної води, до решти Світового океану. Вир Ведделла — холодний поверхневий шар з низькою солоністю, розділений тонким пікнокліном від товстого шару відносно теплої та солоної води, що мають назву глибинні води Ведделла (англ. Weddell Deep Water, WDW), і холодним нижнім шаром 

## Біологія
Акваторія моря відноситься до морського екорегіону Море Веддела, а у північне узбережжя Антарктичного півострова до власного екорегіону південноокеанічної зоогеографічної провінції. У зоогеографічному відношенні донна фауна континентального шельфу й острівних мілин до глибини 200 м відноситься до антарктичної циркумполярної області антарктичної зони.